# 万座温泉スキー場

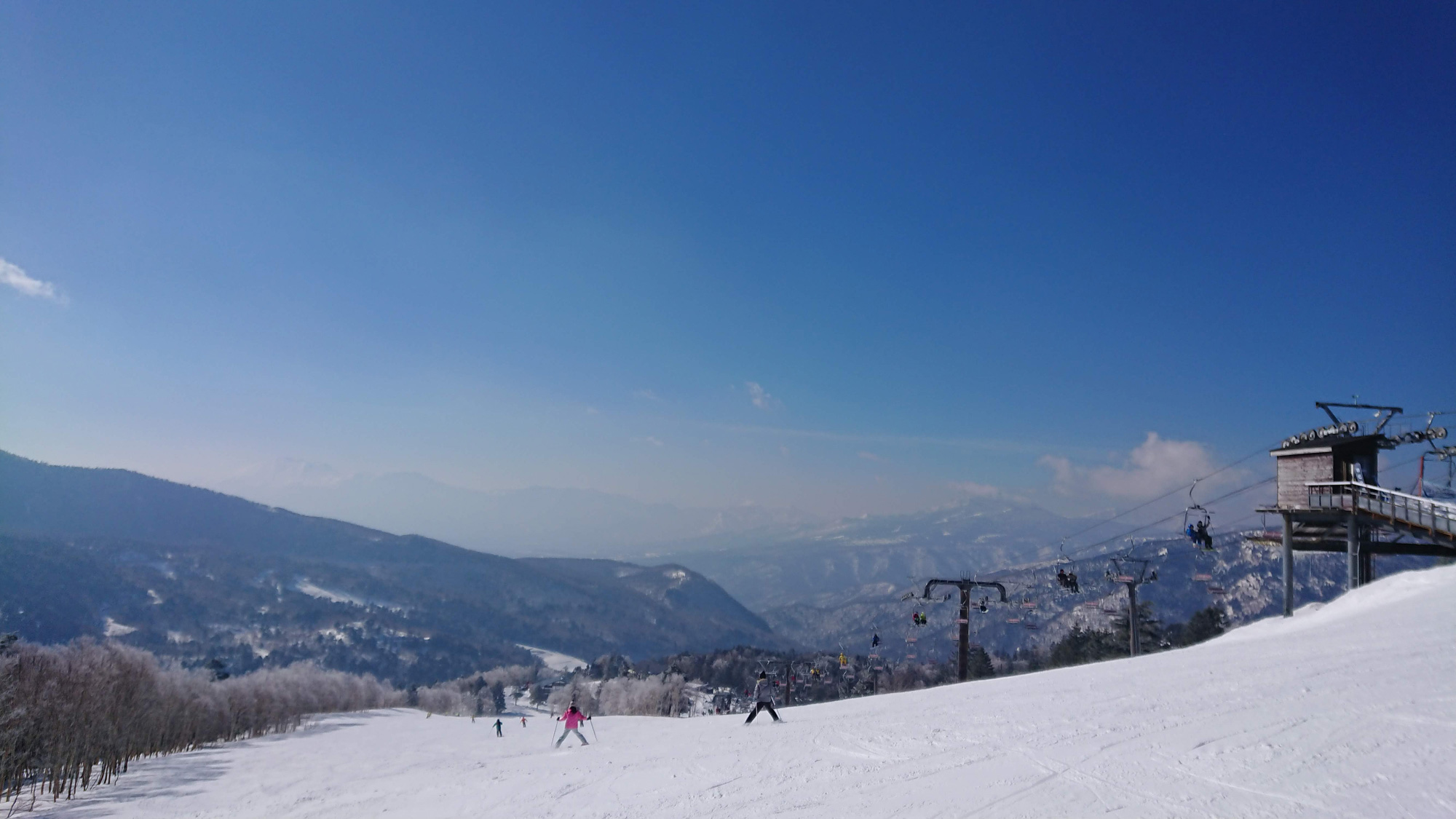
パノラマゲレンデ

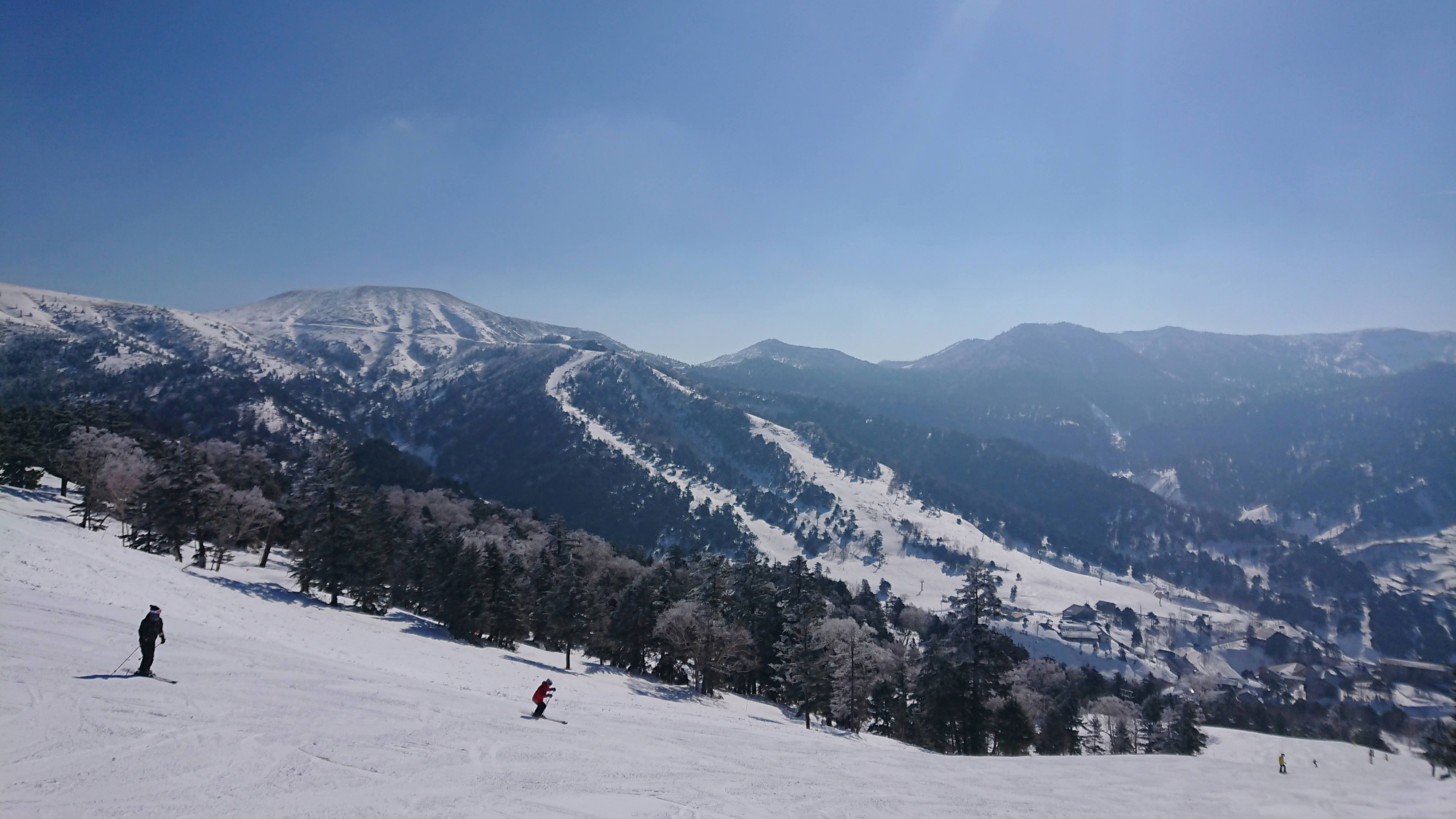
万座山ゲレンデ

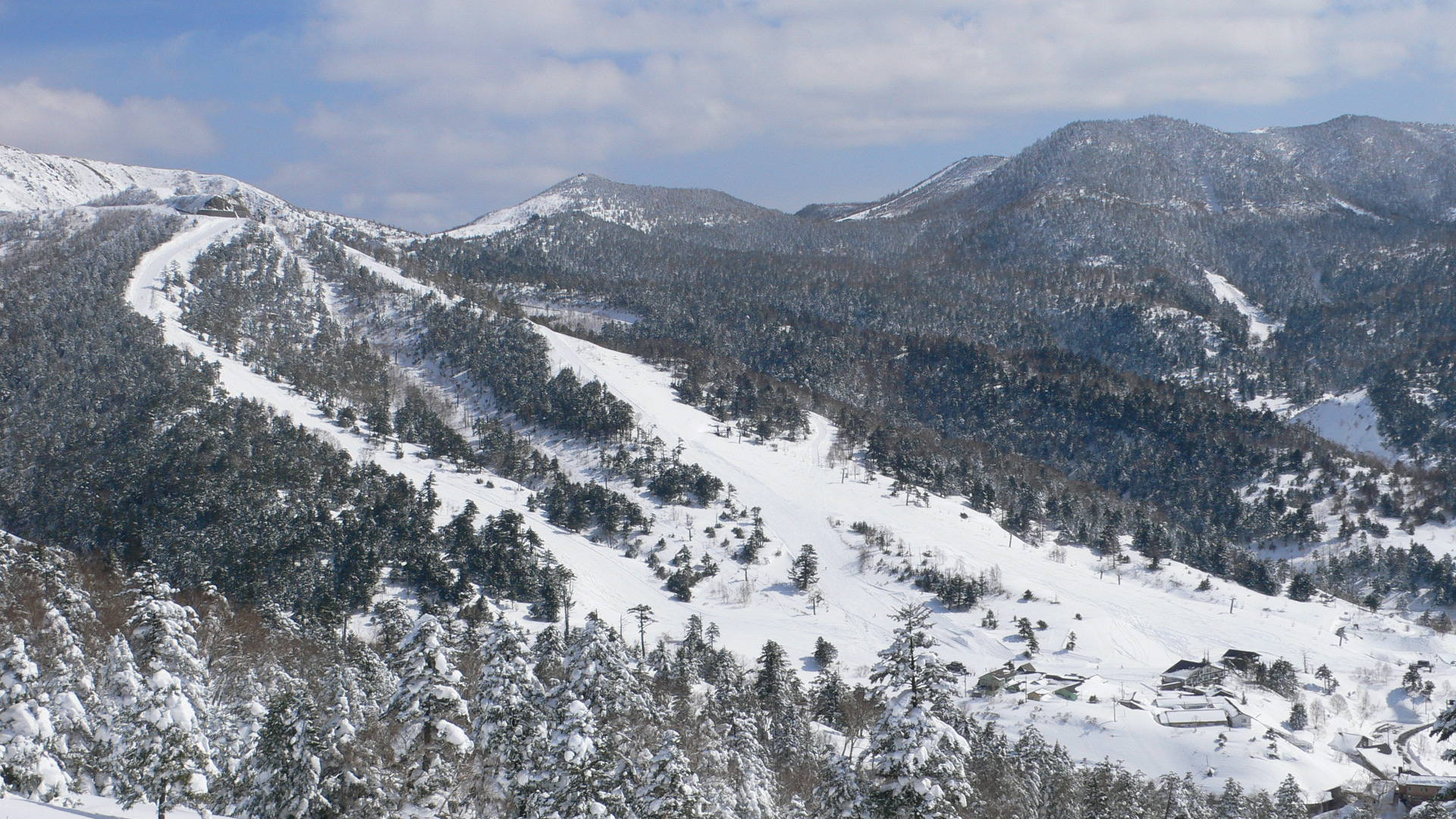
朝日山ゲレンデ
現在は営業していない

万座温泉スキー場（まんざおんせんスキーじょう）は、群馬県吾妻郡嬬恋村に位置するスキー場。

## 概要
- 万座温泉に位置するスキー場で、温泉街が隣接している。
- プリンスゲレンデサイドにプリンスホテルが経営する万座プリンスホテルがある。万座プリンスホテルからはプリンスゲレンデに滑り込め、プリンスリフトでホテルに滑り込むことができる。
- 万座山ゲレンデ山麓には万座亭・日進館などの宿泊施設がある。
- 2011-2012シーズンから朝日山ゲレンデの営業が休止された。それ以前は、朝日山を頂点とした朝日山ゲレンデと、万座山を頂点とした万座山ゲレンデ・プリンスゲレンデから構成されていた。万座山ゲレンデから朝日山ゲレンデへは「熊四郎コース」で滑り込むことが出来たが、その逆の朝日山ゲレンデから万座山ゲレンデへの滑り込みは出来ず、シャトルバスを利用していた。
- 志賀高原横手山渋峠スキー場・草津温泉スキー場とは地理的にとても近いが、志賀草津道路は冬季閉鎖となるため、車で簡単に行き来することはできない。また同様の理由で車での来場には有料道路の万座ハイウェーを必ず利用する必要があるため、交通費が高いという印象が否めない。
- 2019-2020シーズンから、スキー・スノーボードのみ滑走可能としている。

## コース
A1,A2 プリンスゲレンデL,R (最大斜度21度、平均14度 330m)
万座プリンスホテル前のゲレンデ。ナイター設備があるが、ナイター営業は限定日にしか行われていない。
Manzaスノーフィールド
2015-2016シーズンからプリンスゲレンデ下部を短縮して新設された、初心者練習・キッズゲレンデ・チュービング等のエリア。
B1 どうぶつの森コース (最大斜度13度、平均4度 1,200m)
子供向けの、(B2,B3を)迂回するコース(ただしB5 黒湯上級コースへはこのコース途中から分岐する)。各所に万座に生息する動物看板が設置。プリンスゲレンデ上部に接続。
B2 しゃくなげコース(最大斜度27度、平均15度 300m)
以前はしゃくなげコース(上部)と呼ばれていた。
B3 エキスパートコース (最大斜度27度、平均21度 400m)
パノラマゲレンデ下の圧雪上級コース。プリンスゲレンデに接続。以前は第4ゲレンデと呼ばれていた。圧雪コースだが午後にはコブができる。2020-2021シーズンのリニューアル前は、最大斜度29度、平均13度だった。
B4 チャレンジコース(最大斜度27度、平均19度 230m)
非圧雪コブコース。以前はしゃくなげコース(下部)と呼ばれていた。
B5 黒湯上級コース (最大斜度28度、平均9度 680m)
どうぶつの森コース途中から分岐する。コース幅が狭く斜度・うねりがあって初心者には厳しい。プリンスゲレンデ下部に接続。
B6,B7 ハイクアップA,B
旧万座第1高速リフト降り場からの黒湯コースが、同リフト廃止以後、非圧雪ゾーンとなり、黒湯非圧雪ゾーンと呼ばれていたコース。ハイクアップが必要。
C1,C2 パノラマゲレンデR,L (最大斜度12度、平均11度 550m)
パノラマリフト沿いの広々としたコース。以前は第5ゲレンデと呼ばれていた。2021-2021シーズンからR,Lと呼びわけ、リフトから遠いLにパーク(Park1956)設置予定。
C3 ウェーブコース
パノラマリフトを降りて左。2008年頃はここに「ミニミニパーク」が設置されていた。
D1 万座山ゲレンデ (最大斜度32度、平均14度 800m)
万座山リフトを降りて左側。以前は一部非圧雪だったが、2021-2022シーズンから全面非圧雪となった。最初は穏やかな中斜面だが急な斜面もある斜度変化に富んだコース。途中樹木でコース分岐があり合流注意。
D2 万座山林間コース(最大斜度27度、平均14度 500m)
万座山リフトを降りて右側。2021-2022シーズンから全面非圧雪となった。万座山ゲレンデ中腹に合流する。合流地点は上りとなっているので、勢いをつけて滑り込まないと止まってしまい歩いて登る羽目になる。

## 施設
- リフト
  - A プリンスリフト(ペア) 327m[注 1]
  - B 万座高速リフト(フード付きクワッド) 721m[注 2]
  - C パノラマリフト(ペア AB2線 フットレスト付き) 501m[注 3]
  - D 万座山リフト(ペア フットレスト付き) 732m[注 4]
- センターハウス（スキーセンター）
- レストラン
- 駐車場（400台）

## アクセス
鉄道
JR吾妻線万座・鹿沢口駅から西武観光バス浅間白根火山線で約50分
なお、この西武観光バス浅間白根火山線はJR北陸新幹線・しなの鉄道軽井沢駅を起点とするので軽井沢駅からのアクセスも可能である。
自動車
上信越自動車道碓氷軽井沢ICから鬼押ハイウェー(有料)・万座ハイウェー(有料) 約64km
関越自動車道渋川伊香保ICから万座ハイウェー(有料) 約79km

## 沿革
- 1956年(昭和31年) - 3月、コクドにより開業[1]。
- 1961年(昭和36年) - 12月、朝日山と草津白根山を結ぶ547mの万座ロープウェイ[注 5]と、337mの万座イモリ池リフト(本白根リフト)を設置し[2]、万座イモリ池スキー場(第6ゲレンデ)開設。
- 1971年(昭和46年) - 万座ロープウェイ廃止。翌年、第6ゲレンデ(本白根リフトとヒュッテ(本白根ロッジ))は草津町(草津温泉スキー場)に売却され、草津温泉スキー場本白根ゲレンデとなる[3]。
- 1973年(昭和48年) - 12月、万座ハイウェー開通。
- 1977年のスキー場ガイド本によると、このころリフト番号・ゲレンデ番号は、第1・第2ゲレンデ(のちの朝日山ゲレンデ)→第3・第4ゲレンデ(現プリンスゲレンデ)→林間コース→万座山スキー場、の順に振られていた。この時代の万座山スキー場とはのちに第5ゲレンデ(現パノラマゲレンデ)と呼ばれるようになる場所であり、現在の万座山ゲレンデはまだ無かった。第3ゲレンデ下から徒歩5～6分の場所に熊池ゲレンデという539mのリフトがかかった初心者向けゲレンデがあった[4]。
- 1984年(昭和59年) - コクドにより表万座スキー場が開業。本スキー場から5kmほどの場所で、コースは接続していないが、本スキー場混雑時のサブゲレンデ的な意味合いもあり、本スキー場のリフト券で滑走可能だった。表万座スキー場は2007年に売却されて名称が表万座スノーパークに変わり、その後2011-2012シーズンから営業休止状態となっている。
- 1985年(昭和60年) - 1985-1986シーズンから万座山ゲレンデが新設された(万座山ロマンスリフト新設)[5]。
- 1987年(昭和62年) - 1987-1988シーズンから万座第1高速リフト(クワッド 1,236m)が新設された[6]。第4Aリフト(591m)・第4Bリフト(1,161m)が廃止され、プリンスゲレンデから第5ゲレンデに行くには万座第1高速リフトを利用するようになった[注 6]。
- 1991年(平成3年) - このころから熊池リフト(539m)が休止となっている[7]。
- 2002年(平成14年) - 2002-2003シーズンからプリンスゲレンデと第5ゲレンデ(現パノラマゲレンデ)を直結する万座第2高速リフト(フード付きクワッド 721m)が新設された。
- 2006年(平成18年) - 2006-2007シーズンから万座第1高速リフトが廃止された。同リフト降り場からプリンスゲレンデまでを黒湯コースとしていたが、同リフト廃止に伴いその斜面は要ハイクアップの非圧雪ゾーン(バックカントリーエリア)となった。エキスパートコースと黒湯コースの間に新たにしゃくなげコース、チャレンジコースがオープンした。黒湯コースもどうぶつの森コースへ改称され、下部の黒湯上級コースにのみ「黒湯」の名を残した。万座第1高速リフト廃止以前はコース数13、コース面積41ha、索道数9、最長滑走距離1,500m、最大傾斜32度であった。
- 2008年(平成20年) - 2008-2009シーズンは朝日山ゲレンデの営業が年末年始・土休日のみとなった。
- 2011年(平成23年) - 2011-2012シーズンから朝日山ゲレンデの営業が休止となった[注 7]。熊四郎コースも進入禁止となった。
- 2015年(平成27年) - 開業60周年となる2015-2016シーズン、プリンスゲレンデが短縮され、第1ロマンスリフトA・B線(470m)が、プリンスリフト(ペア 330m)に掛け換えられた。プリンスゲレンデが短縮された分、下部に初心者練習・キッズゲレンデ・チュービング等用のエリアが設けられた[8][注 8]。万座第2高速リフトが単に万座高速リフトと呼ばれるようになり、第4ゲレンデ→「エキスパートコース」、第5ゲレンデ→「パノラマゲレンデ」、非圧雪バックカントリーエリア→「黒湯非圧雪ゾーン」に改名された。
- 2019年(平成31年/令和元年) - 6月、朝日山ゲレンデのリフト設備が撤去された[注 9]。10月、令和元年東日本台風（台風19号）によりエキスパートコースが被害を受け、復旧工事を要するため2019-2020シーズンはコースクローズとなった[9]。2019-2020シーズンから、スキー・スノーボード以外での滑走が禁止された[注 10]。2020年6月撮影の万座プリンスホテル。ホテルの向こう、中央奥に崩落部分がまだそのままになっているエキスパートコースが見える

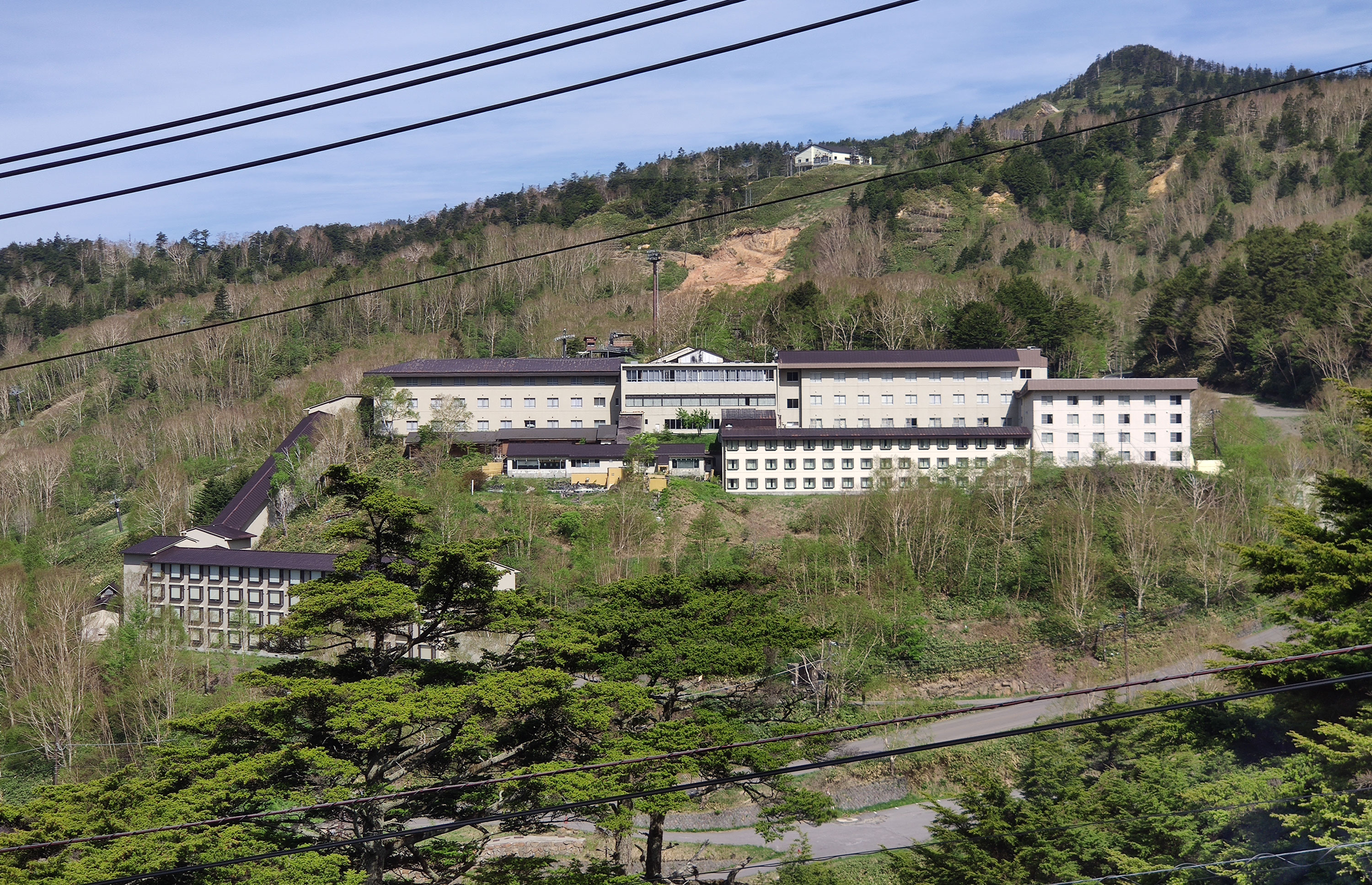
2020年6月撮影の万座プリンスホテル。ホテルの向こう、中央奥に崩落部分がまだそのままになっているエキスパートコースが見える

- 2020年(令和2年) - 2020-2021シーズン、エキスパートコースは修復されリニューアルオープンした(若干斜度が変わった)。2021年1月11日(月曜・成人の日)から、万座山リフトが休止・万座山ゲレンデと万座山林間コースもクローズとなった。2021年1月15日、「11都府県を対象として発出された(新型コロナウイルス感染症拡大防止のための)緊急事態宣言、ならびに最近の需要動向を踏まえ」として、2021年1月18日～2月4日の間は月曜～木曜を休業する旨のアナウンスがあった[11]。その後緊急事態宣言は一ヶ月延長され、本スキー場は2021年2月8日から平日の営業が再開されたが営業体制は縮小されていた(万座山とヒュッテは営業休止が続き、レストランアリエスカは平日休業)[12]。
- 2021年(令和3年) - 2021-2022シーズンから、リフト名、コース名に英数字が振られるようになった(プリンスリフト:A、プリンスゲレンデL:A1、プリンスゲレンデR:A2 など）。プリンスゲレンデ、パノラマゲレンデをそれぞれL,Rで分割した名前で呼ぶようになり見た目のコース名が増加。パノラマゲレンデLにパークを設置。万座山リフトを利用する万座山エリアは全面非圧雪となる。
- 2024年（令和4年）- 2024‐2025シーズン開業前の9月に大規模な送電ケーブルの切断・窃盗事件が発生。5基のリフトのうち4機が動かせない事態に陥り、初級コースのみでの営業となった。